# ファイフ統監
ファイフ統監（ファイフとうかん、英語: Lord Lieutenant of Fife）は、イギリスの官職。
統監の1つで、ファイフを担当する。
1789年に勃発したフランス革命がヨーロッパ諸国に飛び火するとともに1792年にはスコットランド各地で暴動がおこり、地方政府の対応に不満を感じたイギリス政府は1794年にイングランドの統監職をスコットランドでも常設職として設立した。

## 一覧
- 1794年3月17日 – 1807年：第22代クロフォード伯爵ジョージ・リンジー＝クロフォード[2]
- 1807年3月7日 – 1807年5月：第7代エルギン伯爵トマス・ブルース[2]
- 1807年5月20日 – 1808年6月30日：第22代クロフォード伯爵ジョージ・リンジー＝クロフォード[2]
- 1808年7月18日 – 1824年：第16代モートン伯爵ジョージ・ダグラス[2]
- 1824年6月11日 – 1828年2月6日：第9代ケリー伯爵トマス・アースキン（英語版）[2]
- 1828年2月23日 – 1837年1月18日：第2代ロスリン伯爵ジェームズ・シンクレア＝アースキン（英語版）[2]
- 1837年2月14日 – 1840年12月3日：ロバート・ファーグソン（英語版）[2]
- 1840年12月17日 – 1854年4月3日：ジェームズ・アースキン・ウィームズ（英語版）[2]
- 1854年4月22日 – 1863年11月20日：第8代エルギン伯爵ジェイムズ・ブルース[2]
- 1864年1月30日 – 1864年3月29日：ジェームズ・ヘイ・アースキン・ウィームズ（英語版）[2]
- 1864年6月11日 – 1886年4月21日：第5代準男爵サー・ロバート・アンストラーサー（英語版）[2]
- 1886年8月5日 – 1917年1月18日：第9代エルギン伯爵ヴィクター・ブルース[2]
- 1917年5月21日 – 1923年2月27日：サー・ウィリアム・ロバートソン[2]
- 1923年3月29日 – 1934年9月30日：第6代準男爵サー・ラルフ・アンストラーサー[2]
- 1935年1月5日 – 1965年1月：第10代エルギン伯爵エドワード・ブルース[2]
- 1965年1月20日 – 1974年8月7日：ジョン・マクウィリアム（のち騎士爵）[2]
- 1975年1月1日 – 1980年：キルマニー男爵ウィリアム・アンストラーサー＝グレイ（英語版）[2]
- 1980年2月28日 – 1987年：第3代準男爵サー・ジョン・ギルモア（英語版）[2]
- 1987年12月11日 – 1999年：第11代エルギン伯爵アンドルー・ブルース[2]
- 1999年9月13日 – 2014年11月16日：キャサリン・マーガレット・ディーン[2][3]
- 2014年12月18日 – ：ロバート・ウィリアム・バルフォア[3]